# Lu Lu i cudowny kwiat
Lu Lu i cudowny kwiat (jap. 花の子ルンルン Hana no ko runrun) – serial anime wyemitowany pierwotnie przez TV Asahi od 9 lutego 1979 do 8 lutego 1980 roku. Serial został wyprodukowany przez Toei Animation, w reżyserii Hiroshiego Shidary.

## Wersja polska
W Polsce serial był emitowany na kanale Polsat 2 z japońskim dubbingiem i polskim lektorem.

## Fabuła
Główna bohaterka – Lu Lu przemierza świat w poszukiwianiu czarodziejskiego kwiatu o siedmiu barwach tęczy, który może uzdrowić jej rodziców.

## Obsada (głosy)
- Mari Okamoto – Lu Lu
- Reiko Suzuki – Babcia
- Michie Kita – Togenishia
- Keaton Yamada – Dziadek
- Fuyumi Shiraishi – Cateau
- Natsuko Kawaji – Królowa
- Yū Mizushima – Serge Flora